# 波拉斯特龙 (上加龙省)
波拉斯特龙（法語：Polastron，法語發音：[pɔlastʁɔ̃]）是法国上加龙省的一个市镇，属于米雷区。

## 地理
波拉斯特龙（43°19'25"N, 0°57'24"E）面积4.78 平方千米，位于法国奧克西塔尼大區上加龙省，该省份为法国西南部内陆省份，西南端与西班牙接壤，自此顺时针与上比利牛斯省、热尔省、塔恩-加龙省、塔恩省、奥德省和阿列日省接壤。
与波拉斯特龙接壤的市镇（或旧市镇、城区）包括：卡斯蒂-拉布朗德、法巴、波梅斯堡、吕桑-阿代亚克。

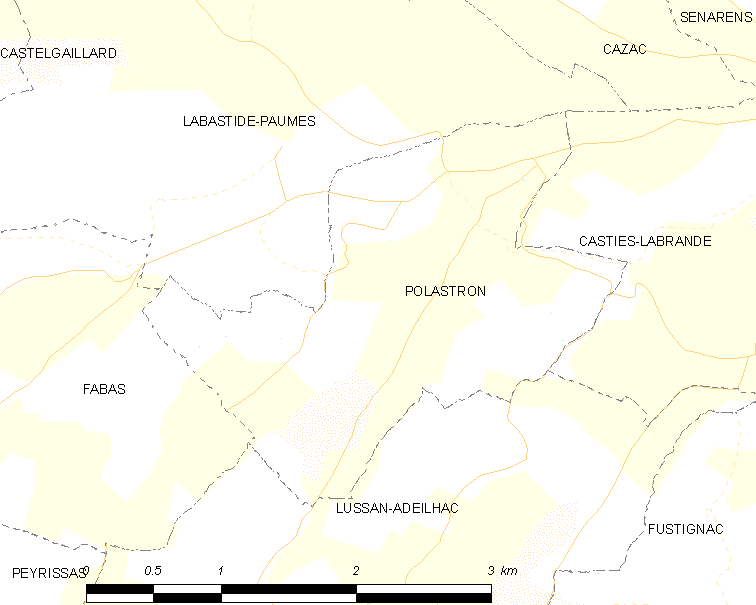
的OSM定位图

波拉斯特龙的时区为UTC+01:00、UTC+02:00（夏令时）。

## 行政
波拉斯特龙的邮政编码为31430，INSEE市镇编码为31428。

## 政治
波拉斯特龙所属的省级选区为卡泽尔县。

## 人口

1962-2008年间人口变化图示

波拉斯特龙于2022年1月1日时的人口数量为64人。